# Medardo Ghini
Medardo Ghini (fl. XX secolo) è stato un dirigente sportivo, allenatore di calcio e calciatore italiano, di ruolo difensore.

## Carriera

### Giocatore
Nella stagione 1919-1920 milita nel Parma nel campionato di Promozione, la seconda serie dell'epoca; a fine anno in virtù del secondo posto ottenuto in campionato la formazione emiliana viene promossa nel campionato di prima Categoria (la massima serie dell'epoca), in cui Ghini disputa la stagione 1920-1921 e la stagione 1921-1922, l'ultima della sua carriera da calciatore.

### Allenatore
Nella stagione 1926-1927 ha allenato il Parma in Prima Divisione, la seconda serie dell'epoca.

### Dirigente
A partire dalla stagione 1938-1939 fino al termine della stagione 1939-1940, in Serie C.